# Direitos LGBT em Cabo Verde

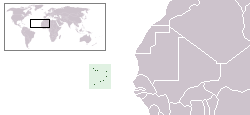
Cabo Verde.

Pessoas homossexuais, bissexuais e transgénero cabo-verdianas podem enfrentar desafios legais não experimentados por residentes não-LGBTs. A atividade sexual consentida entre homens e entre mulheres é legal em Cabo Verde, mas os casais do mesmo sexo e famílias chefiadas por casais do mesmo sexo não são reconhecidos para as mesmas proteções legais disponíveis aos casais formados por pessoas de sexos opostos.

## Leis a respeito de atos sexuais entre pessoas do mesmo sexo
Desde 2004, atos sexuais entre pessoas do mesmo sexo são legais em Cabo Verde. A idade de consentimento é de dezesseis anos – a mesma destinada à atividade sexual entre pessoas de sexos opostos.
A lei precedente criminalizava a homossexualidade. Na primeira vez, o infrator pagava uma multa. Quando o ato repetia, o reincidente enfrentava a prisão.

## Condições de vida
O relatório de Direitos Humanos do Departamento de Estado dos Estados Unidos concluiu que "as disposições legais permitiram proteção para a conduta homossexual; no entanto, a discriminação social baseada na orientação sexual ou na identidade de género continua  a ser um problema. Não há nenhuma organização ativa de lésbicas, gays, bissexuais ou transgéneros no país”.